# Gróin
Gróin es un personaje ficticio de las novelas El hobbit y El Señor de los Anillos, en el mundo de fantasía de la Tierra Media creado por J. R. R. Tolkien. Es un miembro noble de la raza de los enanos, miembro de la casa de Durin.

## Historia
Gróin nació en el año 2671 T. E. y murió en el 2923 T. E.. Era hijo de Farin y nieto de Borin, el hijo menor del Rey Náin II, y por tanto de ascendencia directa con Durin I. Era padre de Óin y Glóin, siendo por tanto tío de Balin y Dwalin y abuelo de Gimli. Sus hijos y sobrinos partieron en la Compañía de Thorin II para recuperar Erebor de manos del dragón Smaug, y su nieto partiría como representante de los enanos en la Compañía del Anillo.
Poco se sabe de este personaje, aunque según la fecha de su muerte estaba vivo durante la Batalla de Azanulbizar, en la que debió participar, acompañando al rey Thráin II junto a muchos otros enanos de renombre como su hermano Fundin, que murió en combate y fue quemado en una pira de madera junto a los demás caídos.